# Томас Паунелл
Томас Паунелл (англ. Thomas Pownall; 4 вересня 1722 (дата хрещення за новим стилем); Лінкольн — 25 лютого 1805; Бат) — британський колоніальний державний діяч. З 1757 по 1760 роки обіймав пост губернатора провінції Массачусетс-Бей, після чого став членом британського парламенту. Паунелл багато подорожував по північноамериканським колоніям в роки, що передували війні за незалежність США і був проти спроб парламенту безпосередньо обкладати колонії податками. Залишаючись у меншості, захищав права колоністів.
Отримавши класичну освіту і володіючи зв'язками в колоніальній адміністрації, Паунелл вперше відвідав Північну Америку в 1753 році, а в 1755 році був призначений лейтенант-губернатором Нью-Джерсі. У 1757 році Томас зайняв пост губернатора Массачусетса. Головною подією під час правління Паунелла стала Франко-індіанська війна, що почалася в 1754 році; губернатор зіграв вирішальну роль у підготовці массачусетського провінційного ополчення для участі в бойових діях. Він був противником військового втручання в колоніальні справи зокрема спроб розквартировуються британських солдатів у приватних будинках. В цілому Паунелл зберігав позитивні відносини з колоніальною асамблеєю.
Повернувшись до Англії в 1760 році, Пауенелл продовжував цікавитися колоніальними проблемами, опублікувавши кілька творів про стан справ у Північній Америці. Будучи членом парламенту, Томас без особливого успіху відстоював права колоністів, але при цьому підтримав ведення бойових дій проти сепаратистів в американській війні за незалежність. На початку XIX століття Паунелл просував ідеї про скорочення або повне усунення торгових бар'єрів і встановлення міцних зв'язків між Британією та Сполученими Штатами.